# Racjonalny System Opieki Zdrowotnej
Racjonalny System Opieki ZdrowotnejRp., RSOZ – projekt reformy systemu ochrony zdrowia w Polsce, opracowany przez Porozumienie Środowisk Medycznych.
Sposób zapisu nazwy z frazą Rp. w superskrypcie nawiązuje do zwyczajowego rozpoczynania każdej recepty lekarskiej od tego skrótu, który pochodzi od łacińskiego słowa Recipe co znaczy weź.

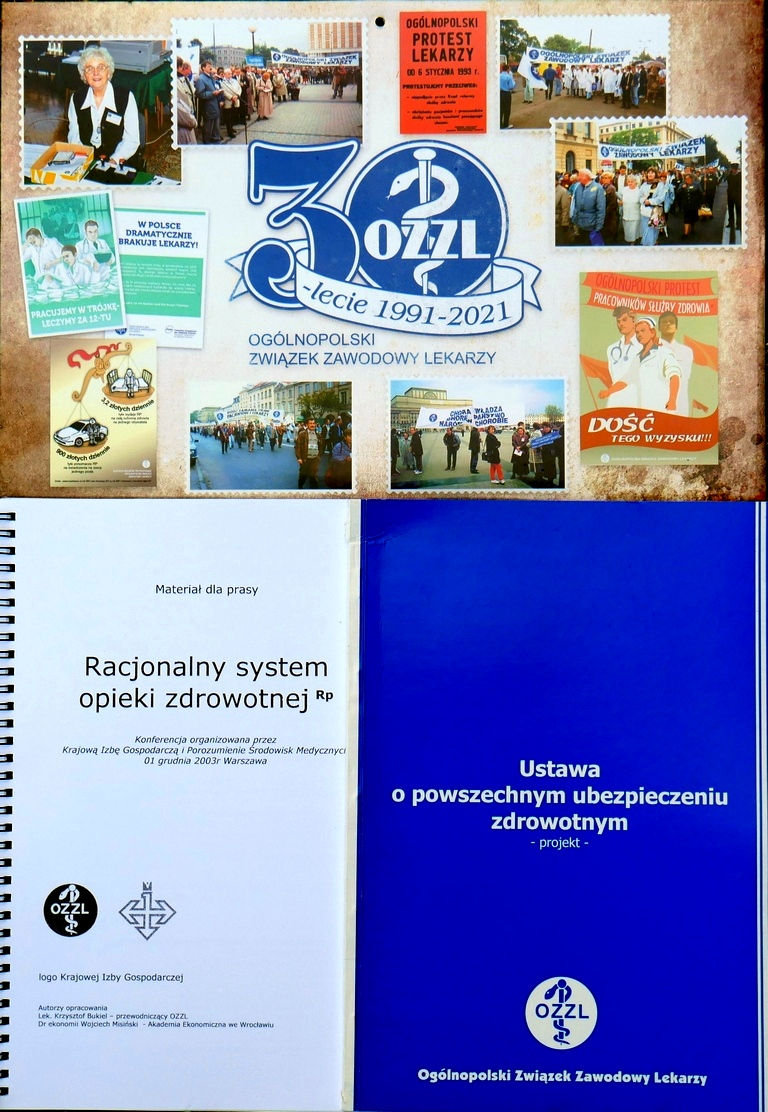
Strony tytułowe RSOZ i PUZ

## Autorzy projektu
Projekt Racjonalnego Systemu Opieki ZdrowotnejRp. (RSOZ) powstawał w latach 2003–2007. Stworzyli go eksperci Porozumienia Środowisk Medycznych (PŚM), powołanego przez Ogólnopolski Związek Zawodowy Lekarzy (OZZL) z inicjatywy jego przewodniczącego Krzysztofa Bukiela, koordynatora prac i współautora opracowania, w składzie: Ogólnopolski Związek Zawodowy Lekarzy, Związek Pracodawców Szpitali Publicznych, Związek Pracodawców Niepublicznej Ochrony Zdrowia, Ogólnopolskie Stowarzyszenie Szpitali Niepublicznych, ekspert Krajowego Instytutu Ubezpieczeń i Centrum im. Adama Smitha dr ekonomii Wojciech Misiński z Akademii Ekonomicznej we Wrocławiu, ekspert Konfederacji Pracodawców Polskich, były dyrektor Śląskiej Regionalnej Kasy Chorych, prezes Narodowego Funduszu Zdrowia 2006-2007 dr med. Andrzej Sośnierz. Bazując na założeniach RSOZ, w 2005 OZZL rozpropagował własny projekt ustawy o powszechnym ubezpieczeniu zdrowotnym, rozwinięty i uszczegółowiony w 2007.

## Zadania projektowanego systemu
1. Zapewnienie wydolności i bezpieczeństwa zdrowotnego. Każdy chory, objęty systemem otrzyma odpowiednią pomoc medyczną, mieszczącą się w zakresie świadczeń gwarantowanych i otrzyma ją bez zwłoki. W takim systemie nie ma miejsca na korupcję, szarą strefę, kolejki oczekujących (poza kolejkami wynikającymi z naturalnych ograniczeń jak liczba dawców do przeszczepów). Tylko system wydolny może zapewnić faktyczne bezpieczeństwo zdrowotne dla obywateli.
2. Zachowanie rzetelności (uczciwości). W systemie zachodzi stała równowaga między uczestnikami systemu: płatnikami, świadczeniodawcami (szpitale, przychodnie, lekarze itp.), pacjentami, ubezpieczonymi. Każda z wyżej wymienionych stron powinna mieć określony zakres obowiązków. Muszą być przewidziane mechanizmy rozstrzygania ewentualnych konfliktów i dochodzenia praw – ostatecznie na drodze sądowej.
3. Utrzymanie zróżnicowania i elastyczności. System musi odpowiadać na różne oczekiwania obywateli i elastycznie dopasowywać się do zmieniających się warunków ogólnych (jak np. zmiany trendów epidemiologicznych).
4. Zagwarantowanie bezpieczeństwa ekonomicznego. Przewidziane i opracowane są mechanizmy, które uchronią przed niekontrolowanym wzrostem kosztów i bankructwem zarówno płatnika, jak i świadczeniodawców.

## Normy podstawowe
- System musi być racjonalny: logiczny, spójny, biorący pod uwagę ludzkie motywacje i prawa ekonomiczne.
- Priorytetem jest podmiotowość pacjenta i ubezpieczonego, który ma prawo wyboru szpitala, przychodni, lekarza, specjalisty oraz ubezpieczyciela, decydujący o tym, w jaki sposób wydawane są pieniądze przeznaczone na jego leczenie.
- Publiczna ochrona zdrowia ma być pozbawiona trwałych kolejek do świadczeń zdrowotnych, a każdy pacjent otrzymuje pomoc medyczną w odpowiednim czasie i o odpowiedniej jakości adekwatnie do jego faktycznych potrzeb.
- System oparty powinien być na mechanizmach: konkurencji między ubezpieczycielami i świadczeniodawcami. Mechanizmy są samoregulujące, potrafiące dostosować się do zmian demograficznych, wzrastających potrzeb zdrowotnych, zmieniających się kosztów.
- W finansowaniu świadczeń zdrowotnych decydujący udział mają środki publiczne, ze współudziałem środków prywatnych.
- Istnieje możliwość funkcjonowania dodatkowych ubezpieczeń zdrowotnych.
- Wszyscy świadczeniodawcy mają równe prawa.
- Administracyjne limitowanie liczby świadczeń refundowanych, które mogą wykonać poszczególne podmioty lecznicze, jest niedopuszczalne.

## Zasady funkcjonowania

### Finansowanie świadczeń zdrowotnych
Finansowanie proponowanej struktury pochodzi z trzech źródeł: z obowiązkowego powszechnego ubezpieczenia zdrowotnego (PUZ), ze środków prywatnych (wnoszonych bezpośrednio przez pacjenta lub za pośrednictwem dodatkowych, dobrowolnych ubezpieczeń zdrowotnych), oraz bezpośrednio z budżetu państwa.

#### Powszechne ubezpieczenie zdrowotne
- każdy obywatel RP jest objęty przez powszechne ubezpieczenie zdrowotne, opłacane przez budżet państwa w postaci bonu zdrowotnego[8]: kwota bazowa bonu powstaje przez podzielenie 6% PKB przez liczbę obywateli (środki publiczne),
- ubezpieczenie jest realizowane przez podmioty zarówno publiczne, jak i niepubliczne, które mogą zarządzać środkami ubezpieczonych pochodzącymi z ubezpieczenia powszechnego, po wykazaniu spełniania określonych kryteriów, jak: minimalna liczba ubezpieczonych u danego ubezpieczyciela, minimalna wysokość kapitału własnego ubezpieczyciela, poziom rezerw techniczno-ubezpieczeniowych, poziom kaucji gwarancyjnej (na pokrycie straty w sytuacji upadłości ubezpieczyciela (konkurencja płatników)),
- ubezpieczony ma możliwość wyboru dowolnej firmy ubezpieczającej, do której będzie przekazywana jego składka (prawo wyboru ubezpieczyciela),
- z obowiązkowej składki powszechnego ubezpieczenia zdrowotnego jest opłacana zasadnicza część świadczeń zdrowotnych dostępna dla wszystkich ubezpieczonych: ubezpieczenie finansuje dane udzielone świadczenie zdrowotne do określonej kwoty (zwrot kosztów),
- każda firma funkcjonująca w systemie powszechnego ubezpieczenia zdrowotnego płaci tę samą kwotę refundacji za to samo świadczenie (jednolitość),
- definicje, standardy, kryteria techniczne, wymagania personalne i koszty świadczeń opracowuje Agencja Standaryzacji Medycznej (standaryzacja),
- minister zdrowia ustala kwoty refundacji, listę świadczeń bezpłatnych i z dopłatami oraz wyłączonych z dopłat, listę leków refundowanych, w porozumieniu z Krajowym Związkiem Ubezpieczycieli i Krajowym Związkiem Świadczeniodawców na podstawie opracowań Agencji Standaryzacji Medycznej (zbilansowanie finansowe systemu),
- poza dopłatami, mogą być stosowane opłaty ryczałtowe (za porady i badania ambulatoryjne, za dzień hospitalizacji i inne) z zakresem i wysokością ustalonymi przez ministra zdrowia,
- świadczeniodawcy mają prawo do stosowania wyższych cen niż kwota refundacji, co wiąże się z koniecznością dopłat wnoszonych bezpośrednio przez pacjenta lub za pośrednictwem dobrowolnych ubezpieczeń, z określonymi wyjątkami (współpłacenie),
- nieuzasadnionym dopłatom zapobiega nadzór antymonopolowy, wolny wybór świadczeniodawców przez pacjentów, wpływ firm ubezpieczających, wyłączenie określonych świadczeń i grup pacjentów z możliwości stosowania dopłat, obowiązek publikowania przez świadczeniodawców i ubezpieczycieli cenników dopłat do świadczeń zdrowotnych (mechanizmy ograniczające dopłaty),
- zapewnienie rozwiązań osłonowych dla niektórych grup pacjentów przy współpłaceniu: wprowadzenie rocznego limitu kwoty współpłacenia, zwolnienie ze współpłacenia osób nie osiągających minimum socjalnego, osób w pewnym wieku (starszych, dzieci), pacjentów chorujących na niektóre choroby społeczne lub przewlekłe, osób korzystających z pomocy medycyny ratunkowej, ulgi podatkowe (osłona strefy wrażliwej społecznie).

#### Dodatkowe ubezpieczenia zdrowotne
- są to ubezpieczenia dobrowolne i stanowią zabezpieczenie przed dopłatami do świadczeń udzielanych w ramach powszechnego ubezpieczenia, oraz przed kosztami nie finansowanymi przez ubezpieczenie powszechne,
- prowadzone przez firmy działające o różnej formie prawnej: towarzystwa ubezpieczeń wzajemnych, komercyjne, spółdzielcze, parytarne i inne,
- ubezpieczalnie te mogą prowadzić jednocześnie działalność w zakresie ubezpieczenia powszechnego, jak i dodatkowego,
- ubezpieczalnie dobrowolne mogą oferować szeroką paletę planów ubezpieczeniowych, jak np. opieka kierowana w sieci zamkniętej (HMO), lub system preferowanych dostawców (PPO).

#### Budżet państwa
- finansuje bezpośrednio część świadczeń (np. medycyna ratunkowa czy procedury wysokospecjalistyczne), z zakazem stosowania dopłat.

### Organizacja świadczeń zdrowotnych
Organizacja udzielania świadczeń zdrowotnym ma być oparta na zasadach rynkowych i finasowaniu otwartym:
- równouprawnienie wszystkich świadczeniodawców, bez względu na formę własności,
- swobodny wybór świadczeniodawcy przez pacjenta (jako podstawy konkurencji między szpitalami, przychodniami i lekarzami),
- konkurencja między świadczeniodawcami o pacjenta i o środki przeznaczone na jego leczenie,
- funkcjonowanie świadczeniodawców na zasadach przedsiębiorstw rynkowych,
- bezkonkursowy tryb wejścia do systemu: każdy podmiot, który spełni kryteria opracowane przez Agencję Standaryzacji Medycznej (lokalowe, techniczne, wyposażenia, personalne i inne), bez konkursu ofert, ma prawo do udzielania świadczeń w ramach ubezpieczenia powszechnego,
- ustalenie zasad korzystania ze świadczeń zdrowotnych w ramach powszechnego ubezpieczenia zdrowotnego (konieczność współpłacenia, wielkość dopłat, konieczność uzyskiwania skierowań itp.),
- brak wymogu zawierania umów ubezpieczycieli ze świadczeniodawcami: każdy świadczeniodawca, udzielający świadczeń refundowanych z ubezpieczenia powszechnego, ma prawo do udzielania ich każdemu ubezpieczonemu bez względu na to, z usług jakiej ubezpieczalni korzysta dany ubezpieczony,
- wszyscy świadczeniodawcy otrzymują z ubezpieczenia powszechnego tę samą kwotę refundacji za takie samo świadczenie,
- świadczeniodawca ma prawo stosować ceny od kwot refundacji: różnicę pokrywa pacjent lub jego ubezpieczenie dodatkowe,
- prowadzenie rejestru usług medycznych (w tym europejskiej karty ubezpieczenia zdrowotnego) jako nadzór ubezpieczyciela nad zasadnością udzielanych świadczeń,
- zakaz limitowania ilościowego lub wartościowego refundowanych świadczeń zdrowotnych,
- rozwiązanie problemu zadłużenia szpitali przed wprowadzeniem nowego systemu.

## Projekt ustawy o PUZ opartej na RSOZ
Opracowany przez Ogólnopolski Związek Zawodowy Lekarzy społeczny projekt ustawy o powszechnym ubezpieczeniu zdrowotnym z października 2007 zawiera wszystkie komponenty składające się na Racjonalny System Opieki ZdrowotnejRp. Porozumienia Środowisk Medycznych.

### Rekomendacje udzielone projektowi
Koncepcja ustawy jest zgodna z rekomendacjami, sformułowanymi wspólnie przez następujące organizacje: Naczelna Rada Lekarska, Izba Gospodarcza „Medycyna Polska”, Ogólnopolskie Stowarzyszenie Szpitali Niepublicznych, Ogólnopolski Związek Pracodawców SPZOZ, Centrum im. Adama Smitha, Konfederacja Pracodawców Polskich, Podlaska Federacja Związków Zawodowych Pracowników Ochrony Zdrowia, Stowarzyszenie Menedżerów Opieki Zdrowotnej STOMOZ, Zachodniopomorski Związek Pracodawców Lecznictwa, Ogólnopolski Związek Zawodowy Lekarzy, Ogólnopolski Związek Pracodawców Prywatnej Służby Zdrowia, Wielkopolski Związek Pracodawców Ochrony Zdrowia, Polskie Stowarzyszenie Dyrektorów Szpitali, Okręgowa Rada Lekarska w Warszawie, Federacja Związków Pracodawców ZOZ, Transparency International Polska, Izba Gospodarcza Apteka Polska, Ogólnopolska Izba Gospodarcza Wyrobów Medycznych POLMED.

### Odpowiedź na przyczyny i objawy kryzysu
Projekt był i nadal jest odpowiedzią na faktyczne przyczyny kryzysu polskiej służby zdrowia. Objawy kryzysu to: limitowanie świadczeń zdrowotnych, kolejki do leczenia, oznaczające utrudniony dostęp do leczenia lub jego brak, szara strefa lub korupcja, zadłużanie się szpitali, dekapitalizacja sprzętu i budynków, niskie płace personelu medycznego, niedobór lekarzy i pielęgniarek. Objawy te wynikają z dwóch głównych wciąż istniejących przyczyn: nierównowaga między ilością pieniędzy przeznaczanych na opiekę zdrowotną, a zakresem świadczeń, jakie za te pieniądze trzeba sfinansować oraz nieefektywne wydawanie pieniędzy przeznaczanych na lecznictwo.
Autorzy projektu podają sposoby na usunięcie tych przyczyn. Elementem równoważącym nakłady na lecznictwo z wydatkami powinien być „koszyk świadczeń gwarantowanych”, a efektywność w wydawaniu pieniędzy przeznaczanych na lecznictwo będzie zapewniona przez rynkowy sposób alokacji środków: konkurencję między świadczeniodawcami, demonopolizację NFZ oraz prywatyzację zakładów opieki zdrowotnej.

### Kompromis między solidaryzmem a rynkiem
Proponowany w projekcie ustawy system opieki zdrowotnej jest kompromisem między koniecznością zachowania solidaryzmu społecznego w ochronie zdrowia a wprowadzenia mechanizmów rynkowych, które są konieczne dla efektywnego wykorzystania środków. Dla zachowania zasady solidaryzmu społecznego konieczne są następujące elementy: finansowanie składki na powszechne ubezpieczenie zdrowotne z budżetu państwa, w kwocie 6% PKB, objęcie ubezpieczeniem każdego obywatela, przyznanie państwu roli regulatora rynku świadczeń zdrowotnych.
Do wprowadzenia mechanizmów rynkowych służą: możliwość realizacji powszechnego ubezpieczenia przez konkurujące ze sobą publiczne i niepubliczne Fundusze, istnienie konkurencji między świadczeniodawcami, wolny wybór świadczeniodawcy przez pacjenta, brak tzw. konkursu ofert dla świadczeniodawców, możliwość istnienia dopłat pacjentów do świadczeń zdrowotnych w przypadku niewystarczającej ilości środków publicznych ubezpieczenia zdrowotnego, co wiąże się ze zniesieniem limitowania świadczeń.

### Ewolucyjna droga do radykalnej zmiany
Projekt wymienia sposoby rozwiązania drogą ewolucyjną najważniejszych problemów, z jakimi boryka się od lat polska służba zdrowia: niedopasowanie ilości pieniędzy przeznaczonych na lecznictwo z faktycznym zapotrzebowaniem na te świadczenia, zadłużanie się świadczeniodawców, deficyt świadczeń zdrowotnych i ich limitowanie, konkurs ofert jako sposób kontraktowania świadczeń, niejasne sposoby kwalifikacji świadczeń i leków do refundacji, zaniżone wynagrodzenia pracowników medycznych, nierówne traktowanie ubezpieczonych, zarówno jeśli chodzi o ciężary na rzecz ubezpieczenia zdrowotnego, jak i o dostęp do świadczeń, marnotrawstwo.
Szczegółowe rozwiązania odnoszące się do opisanych założeń Racjonalnego Systemu Opieki ZdrowotnejRp., zawarte są w opracowaniach: Racjonalny system opieki zdrowotnejRp. K. Bukiela i W. Misińskiego, Racjonalny system opieki zdrowotnejRp. Porozumienia Środowisk Medycznych, Ustawa o powszechnym ubezpieczeniu zdrowotnym – projekt Ogólnopolskiego Związku Zawodowego Lekarzy z 2005 i Ustawa o powszechnym ubezpieczeniu zdrowotnym – projekt społeczny Ogólnopolskiego Związku Zawodowego Lekarzy z 2007.

## Chronologia tworzenia projektu RSOZ[4][10]
18 stycznia 2002. Wobec rządowych planów o likwidacji kas chorych, Zarząd Krajowy OZZL podjął decyzję o przygotowaniu własnego projektu ustawy nowelizującej ustawę o powszechnym ubezpieczeniu zdrowotnym. Bazując na doświadczeniach z kilkuletniego okresu działania kas chorych i wyciągając wnioski z ujawnionych mankamentów, projekt usprawniał ich funkcjonowanie, dostosowując do pierwotnego projektu Społecznej Komisji Zdrowia przy NSZZ „S” z lat 1995–1996, przy opracowywaniu którego OZZL brał udział.
3 kwietnia 2002. W siedzibie Naczelnej Izby Lekarskiej na konferencji prasowej przewodniczący OZZL Krzysztof Bukiel, prezes Naczelnej Rady Lekarskiej Konstanty Radziwiłł, przewodnicząca Ogólnopolskiego Związku Zawodowego Pielęgniarek i Położnych Bożena Banachowicz zaprezentowali główne założenia obywatelskiej inicjatywy ustawodawczej projektu nowelizacji ustawy o kasach chorych, przedstawionej jako alternatywa dla projektu SLD-UP likwidacji kas chorych i powołania Narodowego Funduszu Zdrowia.
24 stycznia 2003. Do Sejmu wpłynął obywatelski projekt ustawy o zmianie ustawy o powszechnym ubezpieczeniu zdrowotnym, zawierający mechanizmy, które radykalnie poprawiłyby funkcjonowanie kas chorych, podnosząc składkę na ubezpieczenie zdrowotne do 11 proc. i dopuszczając na rynek ubezpieczeniowy inne jednostki niż publiczne. OZZL z samorządem lekarskim zebrały ponad 100 tysięcy podpisów pod projektem, ale nigdy nie został rozpatrzony. Marszałek Sejmu Marek Borowski tak długo nie wprowadzał go pod obrady, aż Sejm uchwalił ustawę o NFZ, uchylającą jednocześnie regulacje dotyczące kas chorych. Społeczny projekt stał się automatycznie bezprzedmiotowym.
5 maja 2003. Praca nad projektem nowelizacji ustawy o powszechnym ubezpieczeniu zdrowotnym zgromadziła potencjał, który nadawał się na wykorzystanie do kompleksowego opracowania założeń racjonalnego systemu opieki zdrowotnej. Inicjatorem stworzenia projektu RSOZ i powołania PŚM był przewodniczący OZZL dr Krzysztof Bukiel. Oprócz niego, w zorganizowanej w tym celu naradzie, wzięli udział między innymi: ekspert Centrum im. Adama Smitha Krzysztof Dzierżawski, ekspert Krajowego Instytutu Ubezpieczeń dr ekonomii z Akademii Ekonomicznej we Wrocławiu Wojciech Misiński, ekspert Konfederacji Pracodawców Polskich, były dyrektor Śląskiej Regionalnej Kasy Chorych dr Andrzej Sośnierz, prezes Naczelnej Rady Lekarskiej dr Konstanty Radziwiłł, obydwaj przewodniczący Porozumienia Lekarzy Klinicznych Zarządu Krajowego OZZL dr Krzysztof Motyl i dr Ryszard Kijak (autor tego artykułu) oraz inni.
26 sierpnia 2003. Po naradzie w Bydgoszczy-Myślęcinku, na konferencji prasowej ogłoszono fakt zawiązania Porozumienia Środowisk Medycznych z inicjatywy OZZL i zaprezentowano program Racjonalnego Systemu Opieki ZdrowotnejRp.. Następnie przedstawiciele PŚM spotkali się z wicepremierem Jerzy Hausnerem i posłanką Elżbietą Radziszewską, do której skierował ich przewodniczący Platformy Obywatelskiej Donald Tusk.
27 października 2003. Krajowa Izba Gospodarcza z prezesem Andrzejem Arendarskim i OZZL zorganizowały w Warszawie konferencję pt. Racjonalny System Opieki Zdrowotnej w Polsce. Autorzy programu wyjaśnili, jak zbudować system bezpieczny dla pacjenta, bez zbędnych kolejek, szarej strefy i korupcji, sprawiedliwy i rzetelny, w którym wszyscy uczestnicy systemu mają swoje prawa i obowiązki oraz przestrzegają ich wzajemnie, zróżnicowany, a zarazem dający określony zakres świadczeń gwarantowanych i szeroki zakres różnych propozycji uzupełniających. Była to pierwsza tak szeroka publiczna prezentacja tego programu, ponowiona już 1 grudnia.
7 stycznia 2004. Trybunał Konstytucyjny orzekł, że część zapisów istniejącej ustawy o powszechnym ubezpieczeniu w Narodowym Funduszu Zdrowia jest niezgodna z Konstytucją, ponieważ ustawa narusza jej fundamentalne zapisy. Dlatego trzeba opracować zupełnie nową ustawę. Uchylone przez Trybunał artykuły ustawy miały przestać obowiązywać 31 grudnia 2004 roku.
W związku z tym, oprócz Porozumienia Środowisk Medycznych z Krzysztofem Bukielem, Wojciechem Misińskim i Andrzejem Sośnierzem, które już funkcjonowało, powołane zostały jeszcze trzy niezależne zespoły, zajmujące się pracą nad projektami zmian w dotychczasowym systemie opieki zdrowotnej w Polsce: zespół ministra zdrowia Leszka Sikorskiego, zespół parlamentarny marszałka Sejmu Marka Borowskiego i zespół profesora Zbigniewa Religi.
Spośród nich, tylko zespół Porozumienia Środowisk Medycznych i Ogólnopolskiego Związku Zawodowego Lekarzy wykonał swoje zadanie do końca, opracowując kompletny, nowatorski projekt reformy systemu, publikując go w postaci Racjonalnego Systemu Opieki ZdrowotnejRp. i przekształcając go w projekt ustawy.
19 stycznia 2004. Odnosząc się do deklaracji prof. Zbigniewa Religi, kierującego powołanym przez siebie zespołem równolegle zajmującym się opracowaniem propozycji naprawy systemu opieki zdrowotnej w Polsce, o gotowości podjęcia współpracy, PŚM zaprosiło prof. Religę na spotkanie, na którym zostałaby omówiona ewentualna możliwość połączenia wysiłków i stworzenia wspólnego projektu. W pracach zespołu Religi uczestniczyli w charakterze obserwatorów przewodniczący PFZZOZ Eugeniusz Muszyc i przewodniczący Porozumienia Lekarzy Klinicznych ZK OZZL Ryszard Kijak. Do połączenia obydwu projektów nie doszło, ponieważ Religa nie chciał się zgodzić na współpłacenie, co było jednym z istotnych elementów RSOZ.
18 marca 2004. Mimo wielokrotnych zaproszeń, posłowie Prawa i Sprawiedliwości unikali rozmów z PŚM na temat reformy systemu opieki zdrowotnej w Polsce. Natomiast doszło do rozmów pomiędzy PŚM a czołowymi działaczami Platformy Obywatelskiej. W spotkaniu w siedzibie Sejmu wzięli udział ze strony PŚM: Ryszard Kijak i Wojciech Misiński, ze strony PO: Jan Maria Rokita, Zbigniew Chlebowski, Ewa Kopacz, Elżbieta Radziszewska. Celem było ustalenie szczegółów dotyczących ewentualnych dalszych wspólnych prac nad koncepcją RSOZ.
1 lipca 2004. Na zlecenie OZZL, Pentor wykonał 30 czerwca i 1 lipca badanie opinii społecznej dotyczące oczekiwań obywateli wobec sposobu funkcjonowania służby zdrowia. Znacząca większość obywateli (70 proc.) zgodziłaby się na istnienie bezpośrednich dopłat do świadczeń zdrowotnych, jeśli doprowadziłoby to do poprawy dostępność leczenia, likwidacji kolejek, reglamentacji świadczeń, szarej strefy i korupcji. Również znacząca większość respondentów opowiedziała się za taką organizacją służby zdrowia, która zapewni wolny wybór lekarza, konkurencję między świadczeniodawcami i zasadą „pieniądze idą za pacjentem” (wynagrodzenie świadczeniodawcy zależy od liczby pacjentów).
18 marca 2005. Skład Porozumienia Środowisk Medycznych: Ogólnopolski Związek Zawodowy Lekarzy, Związek Pracodawców Szpitali Publicznych, Związek Pracodawców Niepublicznej Ochrony Zdrowia, Ogólnopolskie Stowarzyszenie Szpitali Niepublicznych, ekspert Krajowego Instytutu Ubezpieczeń i Centrum im. Adama Smitha dr ekonomii Wojciech Misiński, ekspert Konfederacji Pracodawców Polskich, były dyrektor Śląskiej Regionalnej Kasy Chorych dr med. Andrzej Sośnierz. Organizacje popierające program RSOZ: Krajowa Izba Gospodarcza, Konfederacja Pracodawców Polskich, Polskie Stowarzyszenie Dyrektorów Szpitali, Okrągły Stół Ochrony Zdrowia woj. Zachodniopomorskiego, Konserwatywno-Liberalna Partia UPR, Wielkopolski Związek NZOZ – Organizacja Pracodawców, Centrum im. Adama Smitha, Izby Lekarskie: Szczecińska, Bydgoska, Lubelska, Podlaska, Świętokrzyska, Wielkopolska.
21 czerwca 2005. O przyjazny pacjentowi i efektywny system opieki zdrowotnej w Polsce – rekomendacje dla przyszłego Rządu RP – taki dokument, zainspirowany przez OZZL, został przedstawiony i omówiony na konferencji prasowej zwołanej przez Związek. Pod pismem, wyszczególniającym cechy pożądanego systemu, podpisali się: przewodniczący Rady Izby Gospodarczej „Medycyna Polska” Ryszard Olszanowski, prezes Naczelnej Rady Lekarskiej Konstanty Radziwiłł, prezes Ogólnopolskiego Stowarzyszenia Szpitali Niepublicznych Andrzej Sokołowski, prezes Ogólnopolskiego Związku Pracodawców SPZOZ Jacek Profaska, ekspert Krajowego Instytutu Ubezpieczeń i Centrum im. Adama Smitha Wojciech Misiński, ekspert Konfederacji Pracodawców Polskich Andrzej Sośnierz, wiceprzewodniczący Ogólnopolskiej Konfederacji Związków Zawodowych Pracowników Ochrony Zdrowia Eugeniusz Muszyc, wiceprzewodniczący Głównej Komisji Rewizyjnej Stowarzyszenia Menedżerów Opieki Zdrowotnej STOMOZ Maciej Sokołowski, członek zarządu Zachodniopomorskiego Związku Pracodawców Lecznictwa Jacek Podolski, przewodniczący OZZL Krzysztof Bukiel, prezes Ogólnopolskiego Związku Pracodawców Prywatnej Służby Zdrowia Marcin Halicki, prezes Wielkopolskiego Związku Pracodawców Ochrony Zdrowia PZ Andrzej Grzybowski, członek zarządu Polskiego Stowarzyszenia Dyrektorów Szpitali Marek Krobicki, prezes ORL w Warszawie Andrzej Włodarczyk, prezes Federacji Związków Pracodawców ZOZ Wiktor Masłowski, prezes zarządu Transparency International Polska Julia Pitera.
11 października 2005. OZZL opracował własny projekt ustawy o powszechnym ubezpieczeniu zdrowotnym. Proponowany system uwzględniał również dobre i złe doświadczenia związane z funkcjonowaniem Kas Chorych i NFZ. Projekt ustawy był szeroko prezentowany publicznie. Nie powstała oczekiwana koalicja PO-PiS. Nowo utworzony rząd nie skorzystał z tej treści.
6 lutego 2006. Centrum Komunikacji Medialnej oraz Dziennikarski Klub Promocji Zdrowia zorganizowały na zlecenie OZZL Debatę o Zdrowiu pt. Racjonalny system opieki zdrowotnej przyjazny pacjentowi i efektywny ekonomicznie. Kanwą był projekt ustawy o puz autorstwa OZZL. W debacie wzięli udział: wiceminister zdrowia Jarosław Pinkas, prezes NFZ Jerzy Miller, poseł Andrzej Sośnierz, prezes NRL Konstanty Radziwiłł, prezes Stowarzyszenia Pacjentów Primum Non Nocere Adam Sandauer, dyrektor Departamentu Ubezpieczeń Zdrowotnych SIGNAL IDUNA Polska Towarzystwa Ubezpieczeń S.A. Xenia Kruszewska, dyrektor Biura Ubezpieczeń Zdrowotnych PZU Życie S.A. Stanisław Borkowski, przedstawiciel firmy ComputerLand S.A.
6 lutego 2006. Reprezentanci organizacji, które weszły w skład PŚM, wystosowali z inicjatywy OZZL pismo do premiera Kazimierza Marcinkiewicza Nie czekajmy na katastrofę, w którym wskazywali na konieczność przeprowadzenia radykalnych zmian w ochronie zdrowia, w tym również istotnego zwiększenia nakładów publicznych na lecznictwo. Pretekstem do napisania listu było przyjęcie ustawy budżetowej na nowy rok, w której nie przewidziano wzrostu nakładów na ochronę zdrowia. Niepokój budził brak kompleksowego programu zmian w systemie ochrony zdrowia. Dlatego przypomniano ponownie premierowi o istnieniu PŚM i o jego programie zmian w ochronie zdrowia. List podpisali: przewodniczący OZZL Krzysztof Bukiel, wiceprezes STOMOZ Jan Czeczot, wiceprezes POLMED Anna Janczewska-Radwan, prezes OZPPSZ Marcin Halicki, prezes FZPZOZ Wiktor Masłowski, ekspert CAS Wojciech Misiński, wiceprzewodniczący OKZZPOZ Eugeniusz Muszyc, wiceprzewodniczący KZ KIG Ryszard Olszanowski, sekretarz PZPL Artur Osadowski, wiceprzewodniczący ORL w Szczecinie Jacek Podolski, prezes OZPSPZOZ Jacek Profaska, prezes NRL Konstanty Radziwiłł, członek zarządu OSSN Adam Rozwadowski, prezes Transparency International Polska Małgorzata Wojciechowska-Brennek, przewodniczący ORL w Warszawie Andrzej Włodarczyk. Adresat nie udzielił odpowiedzi.
8 marca 2006. W Sejmie doszło do bezprecedensowego wydarzenia doprowadzonego przez OZZL. Odbyło się tam specjalne posiedzenie sejmowej Komisji Zdrowia, w czasie którego przewodniczący OZZL K. Bukiel przedstawił posłom projekt ustawy o powszechnym ubezpieczeniu zdrowotnym autorstwa OZZL. Było to wydarzenie bez precedensu, ponieważ po raz pierwszy całe oficjalne posiedzenie komisji sejmowej poświęcono nieoficjalnemu projektowi ustawy. Prezentacja tego materiału i dyskusja nad nim stała się możliwa dzięki decyzji przewodniczącej Komisji Zdrowia Ewy Kopacz, awansowanej później na stanowisko ministra zdrowia, a następnie premiera RP. Obecny był przedstawiciel rządu, wiceminister zdrowia Bolesław Piecha.
13 kwietnia 2006. W komentarzu dla Wiadomości TVP1 minister Religa stwierdził: Trzeba pomyśleć o zaangażowaniu pieniędzy prywatnych. To nieuniknione. Na całym świecie system ochrony zdrowia opiera się także na pieniądzach pochodzących bezpośrednio od pacjentów.
18 lipca 2008. Lech Wałęsa przyjął delegację OZZL. Po rozmowie, zaapelował do premiera Donalda Tuska o nawiązanie kontaktu z OZZL. Były prezydent uznał iż Związek jest szczerze zatroskany o stan systemu opieki zdrowotnej jako całości i proponuje interesujący program zmian, którego realizacja mogłaby się przyczynić do poprawy zarówno sytuacji pacjentów, jak i wynagrodzeń personelu medycznego.
1 sierpnia 2008. Premier Tusk zaprosił przewodniczącego OZZL Krzysztofa Bukiela na nieformalną rozmowę, podczas której obecny był Michał Boni. Przedstawiciele rządu zauważyli, że Związek nie przyłączył się do powszechnej krytyki projektu ustawy o restrukturyzacji zozów, przewidującego obowiązkowe przekształcenie szpitali w spółki handlowe. Na pytanie, czy Związek poprze proponowane przez rząd reformy, Bukiel zaproponował premierowi układ: poparcie OZZL dla przekształceń szpitali w spółki w zamian za ustawowe określenie minimalnych płac dla lekarzy na odpowiednim poziomie, na przynajmniej okres przejściowy 3 lat. Propozycja nie została odrzucona. Miała być przemyślana i policzona. W trzy dni później przewodniczący OZZL rozmawiał na ten sam temat z minister zdrowia Ewą Kopacz, i pertraktacje OZZL z rządem w sprawie poparcia Związku dla rządowego programu zmian w ochronie zdrowia na tym się skończyły.
19 marca 2010. Kancelaria Prezydenta Lecha Kaczyńskiego zorganizowała w Belwederze debatę „Dwa lata po białym szczycie” z udziałem szefa doradców premiera, władz Ministerstwa Zdrowia i NFZ, przedstawicieli związków zawodowych i samorządów oraz pracodawców i pacjentów.
Prezydent Kaczyński potwierdził konieczność wzrostu publicznych nakładów na ochronę zdrowia, wśród najważniejszych problemów w służbie zdrowia wymienił m.in. płace pracowników medycznych oraz kwestię zbyt małej liczby szpitalnych łóżek oraz brak określenia szerokiego zakresu świadczeń gwarantowanych przez państwo. Zdecydowanie sprzeciwił się wprowadzaniu do służby zdrowia czysto rynkowych zasad, a także próbie tworzenia służby zdrowia jedynie dla bogatych.
Uczestnicy debaty upominali się m.in. o wzrost publicznych nakładów na system ochrony zdrowia i o wprowadzenie współpłacenia za usługi medyczne.
Przewodniczący OZZL Bukiel stwierdził, iż aby skutecznie naprawić system opieki zdrowotnej, należy stworzyć zrównoważony koszyk świadczeń gwarantowanych, co musi oznaczać wprowadzenie współpłacenia za niektóre świadczenia (na czym zbudowane zostaną dodatkowe, dobrowolne ubezpieczenia zdrowotne), uruchomienie RUM, likwidację limitowania refundowanych świadczeń zdrowotnych, stosowanie rzetelnej wyceny świadczeń refundowanych, przekształcenie szpitali w spółki prawa handlowego swobodnie konkurujące o pacjenta, zbudowanie systemu pomocy dla najbiedniejszych, których nie stać na współpłacenie.
Przed tym wszystkim jednak trzeba wprowadzić najważniejszą zmianę, bez której wszelkie reformy nie będą możliwe: zmienić ordynację wyborczą do Sejmu, wprowadzając ordynację większościową opartą na Jednomandatowych Okręgach Wyborczych (JOW), aby zlikwidować partyjniactwo i „wojny gangów”, do których upodabnia się walka polityczna między partiami w Polsce. Bez tego, bez odblokowania mechanizmu wymiany elit, nie uda się w naszym kraju żadna pozytywna reforma.

## W dwadzieścia lat później
18 października 2019. Przez dwadzieścia lat od czasu podjęcia przez OZZL i Porozumienie Środowisk Medycznych prac nad stworzeniem kompleksowego programu radykalnej reformy służby zdrowia w Polsce, opisanego jako Racjonalny System Opieki ZdrowotnejRp., przekształconego w społeczny projekt ustawy o powszechnym ubezpieczeniu zdrowotnym, nie zlikwidowano przyczyn kryzysu polskiej służby zdrowia, a objawy tego kryzysu wciąż się pogłębiają.
Dlatego Zarząd Krajowy OZZL opublikował Stanowisko nr 1/10/2019 w sprawie oczekiwanego, racjonalnego systemu publicznej ochrony zdrowia.
W dokumencie związkowcy przypomnieli warunki, jakie powinien spełniać wydolny system publicznej ochrony zdrowia w Polsce, bez strukturalnych, trwałych kolejek do świadczeń zdrowotnych, a każdy pacjent otrzymuje pomoc medyczną w odpowiednim czasie i o odpowiedniej jakości, adekwatnie do jego faktycznych potrzeb. Ma to być system samoregulujący, który potrafi dostosować się do zmian demograficznych, epidemiologicznych, wzrastających potrzeb zdrowotnych, zmieniających się kosztów itp. Niedopuszczalne jest administracyjne limitowanie liczby świadczeń refundowanych, co jest główną przyczyną kolejek do diagnostyki i leczenia.
W swoim Stanowisku lekarze ponawiają zgłaszany od lat postulat konieczności zwiększenia wysokości nakładów na ochronę zdrowia ze środków publicznych. W ocenie wielu ekspertów, przy obecnym zakresie świadczeń refundowanych w Polsce, kwota 6,8% PKB jest określana jako minimalna wielkość nakładów publicznych, która daje nadzieję na sprawny system publicznej ochrony zdrowia.
Według OZZL, finansowanie publicznej ochrony zdrowia z budżetu państwa powinno polegać na wydzieleniu określonej kwoty przeznaczonej na obywatela. Każdy obywatel powinien mieć przydzieloną taką samą kwotę bazową (bon zdrowotny), uzależnioną od przedziału wiekowego, z prawem do skierowania jej do wybranego przez niego funduszu ubezpieczenia zdrowotnego, zobowiązanego do zapewnienia swojemu uczestnikowi bezkolejkowego dostępu do ustalonego zakresu świadczeń gwarantowanych, przy czym niektóre z tych świadczeń podlegałyby możliwości współpłacenia przez pacjentów. Fundusze konkurowałyby o ubezpieczonych jakością świadczeń, zakresem współpłacenia i ewentualnie innymi dodatkowymi korzyściami.
Związkowcy uznają za niezbędne wprowadzenie mechanizmów skłaniających do racjonalnego korzystania z refundowanych świadczeń zdrowotnych, motywując pacjentów do ograniczania korzystania z pomocy medycznej bez uzasadnionej potrzeby. Organizacja świadczeń zdrowotnych powinna opierać się na konkurencji między podmiotami leczniczymi, wolnym wyborze świadczeniodawcy przez pacjenta, konieczności zbilansowania się przez świadczeniodawców ze środków uzyskanych ze sprzedaży swoich usług, równości podmiotów niezależnie od ich formy własności i formy organizacyjnej, wolnych cenach za świadczenia refundowane.
W zakresie sposobu wynagradzania personelu medycznego, OZZL proponuje (jeżeli sposób finansowania świadczeń przy udziale NFZ pozostanie jak dotychczas), uregulowanie poziomu minimalnych wynagrodzeń zawodów medycznych przez zawarcie ponadzakładowego układu zbiorowego pracy w publicznej ochronie zdrowia albo przez przyjęcie odpowiedniej ustawy o płacach minimalnych (na wzór obowiązującej obecnie ustawy, ale z radykalnie poprawionymi stawkami, na przykład dla lekarza specjalisty – w wysokości trzykrotności przeciętnego wynagrodzenia). Działania kolejnych ekip rządowych w zakresie zreformowania systemu opieki w kierunku racjonalnym, Zarząd Krajowy OZZL uznał za porażkę.